# Grande Prêmio da Alemanha de 1986
Resultados do Grande Prêmio da Alemanha de Fórmula 1 realizado em Hockenheim em 27 de julho de 1986. Décima etapa do campeonato, foi vencido pelo brasileiro Nelson Piquet, da Williams-Honda, com Ayrton Senna em segundo pela Lotus-Renault e Nigel Mansell em terceiro pela Williams-Honda.

## Resumo
Quinta e última pole de Keke Rosberg.

## Classificação

### Treinos oficiais
| Pos.    | N.º | Piloto             | Construtor             | Q1        | Q2        | Grid     |
| ------- | --- | ------------------ | ---------------------- | --------- | --------- | -------- |
| 1       | 2   | Keke Rosberg       | McLaren-TAG/Porsche    | 1:42.478  | 1:42.013  | —        |
| 2       | 1   | Alain Prost        | McLaren-TAG/Porsche    | 1:43.373  | 1:42.166  | + 0.153  |
| 3       | 12  | Ayrton Senna       | Lotus-Renault          | 1:45.212  | 1:42.329  | + 0.316  |
| 4       | 20  | Gerhard Berger     | Benetton-BMW           | 1:44.493  | 1:42.541  | + 0.528  |
| 5       | 6   | Nelson Piquet      | Williams-Honda         | 1:43.852  | 1:42.545  | + 0.532  |
| 6       | 5   | Nigel Mansell      | Williams-Honda         | 1:42.696  | 1:43.086  | + 0.683  |
| 7       | 7   | Riccardo Patrese   | Brabham-BMW            | 1:46.094  | 1:43.348  | + 1.335  |
| 8       | 25  | René Arnoux        | Ligier-Renault         | 1:43.991  | 1:43.693  | + 1.680  |
| 9       | 19  | Teo Fabi           | Benetton-BMW           | 12:12.563 | 1:44.001  | + 1.998  |
| 10      | 27  | Michele Alboreto   | Ferrari                | 1:46.319  | 1:44.308  | + 2.295  |
| 11      | 28  | Stefan Johansson   | Ferrari                | 1:46.847  | 1:44.346  | + 2.333  |
| 12      | 11  | Johnny Dumfries    | Lotus-Renault          | 1:47.845  | 1:44.768  | + 2.755  |
| 13      | 16  | Patrick Tambay     | Haas Lola-Ford         | 1:47.221  | 1:44.979  | + 2.966  |
| 14      | 26  | Philippe Alliot    | Ligier-Renault         | 1:45.047  | 1:45.905  | + 3.034  |
| 15      | 3   | Martin Brundle     | Tyrrell-Renault        | 1:49.406  | 1:45.432  | + 3.419  |
| 16      | 14  | Jonathan Palmer    | Zakspeed               | 1:47.167  | 1:45.887  | + 3.874  |
| 17      | 17  | Christian Danner   | Arrows-BMW             | 1:49.439  | 1:46.355  | + 4.342  |
| 18      | 4   | Philippe Streiff   | Tyrrell-Renault        | 1:47.371  | 1:48.397  | + 5.358  |
| 19      | 15  | Alan Jones         | Haas Lola-Ford         | 1:51.918  | 1:47.517  | + 5.505  |
| 20      | 8   | Derek Warwick      | Brabham-BMW            | 1:48.206  | 53:52.766 | + 6.193  |
| 21      | 18  | Thierry Boutsen    | Arrows-BMW             | 1:49.240  | 2:03.702  | + 7.227  |
| 22      | 24  | Alessandro Nannini | Minardi-Motori Moderni | 1:50.224  | 1:49.369  | + 7.356  |
| 23      | 23  | Andrea de Cesaris  | Minardi-Motori Moderni | 1:50.900  | 1:50.066  | + 8.053  |
| 24      | 29  | Huub Rothengatter  | Zakspeed               | 1:52.461  | 1:50.918  | + 8.905  |
| 25      | 21  | Piercarlo Ghinzani | Osella-Alfa Romeo      | —         | 1:56.468  | + 14.455 |
| 26      | 22  | Allen Berg         | Osella-Alfa Romeo      | 1:56.959  | —         | + 14.946 |
| Fontes: |     |                    |                        |           |           |          |

### Corrida
| Pos.    | Nº | Piloto             | Construtor             | Voltas | Tempo/Diferença  | Grid | Pontos |
| ------- | -- | ------------------ | ---------------------- | ------ | ---------------- | ---- | ------ |
| 1       | 6  | Nelson Piquet      | Williams-Honda         | 44     | 1:22:08.263      | 5    | 9      |
| 2       | 12 | Ayrton Senna       | Lotus-Renault          | 44     | + 15.437         | 3    | 6      |
| 3       | 5  | Nigel Mansell      | Williams-Honda         | 44     | + 44.580         | 6    | 4      |
| 4       | 25 | René Arnoux        | Ligier-Renault         | 44     | + 1:15.176       | 8    | 3      |
| 5       | 2  | Keke Rosberg       | McLaren-TAG/Porsche    | 43     | Pane seca        | 1    | 2      |
| 6       | 1  | Alain Prost        | McLaren-TAG/Porsche    | 43     | Pane seca        | 2    | 1      |
| 7       | 8  | Derek Warwick      | Brabham-BMW            | 43     | + 1 volta        | 20   |        |
| 8       | 16 | Patrick Tambay     | Haas Lola-Ford         | 43     | + 1 volta        | 13   |        |
| 9       | 15 | Alan Jones         | Haas Lola-Ford         | 42     | + 2 voltas       | 19   |        |
| 10      | 20 | Gerhard Berger     | Benetton-BMW           | 42     | + 2 voltas       | 4    |        |
| 11      | 28 | Stefan Johansson   | Ferrari                | 41     | Asa quebrada     | 11   |        |
| 12      | 22 | Allen Berg         | Osella-Alfa Romeo      | 40     | + 4 voltas       | 26   |        |
| Ret     | 17 | Christian Danner   | Arrows-BMW             | 38     | Turbo            | 17   |        |
| Ret     | 29 | Huub Rothengatter  | Zakspeed               | 38     | Câmbio           | 24   |        |
| Ret     | 14 | Jonathan Palmer    | Zakspeed               | 37     | Motor            | 16   |        |
| Ret     | 3  | Martin Brundle     | Tyrrell-Renault        | 34     | Pane elétrica    | 15   |        |
| Ret     | 7  | Riccardo Patrese   | Brabham-BMW            | 22     | Turbo            | 7    |        |
| Ret     | 23 | Andrea de Cesaris  | Minardi-Motori Moderni | 20     | Câmbio           | 23   |        |
| Ret     | 24 | Alessandro Nannini | Minardi-Motori Moderni | 19     | Superaquecimento | 22   |        |
| Ret     | 11 | Johnny Dumfries    | Lotus-Renault          | 17     | Radiador         | 12   |        |
| Ret     | 18 | Thierry Boutsen    | Arrows-BMW             | 13     | Turbo            | 21   |        |
| Ret     | 26 | Philippe Alliot    | Ligier-Renault         | 11     | Motor            | 14   |        |
| Ret     | 21 | Piercarlo Ghinzani | Osella-Alfa Romeo      | 10     | Embreagem        | 25   |        |
| Ret     | 4  | Philippe Streiff   | Tyrrell-Renault        | 7      | Motor            | 18   |        |
| Ret     | 27 | Michele Alboreto   | Ferrari                | 6      | Transmissão      | 10   |        |
| Ret     | 19 | Teo Fabi           | Benetton-BMW           | 0      | Acidente         | 9    |        |
| Fontes: |    |                    |                        |        |                  |      |        |

## Tabela do campeonato após a corrida
| Pos.    | Piloto        | Pontos |
| ------- | ------------- | ------ |
| 1       | Nigel Mansell | 51     |
| 2       | Alain Prost   | 44     |
| 3       | Ayrton Senna  | 42     |
| 4       | Nelson Piquet | 38     |
| 5       | Keke Rosberg  | 19     |
| Fontes: |               |        |

| Pos.    | Construtor          | Pontos |
| ------- | ------------------- | ------ |
| 1       | Williams-Honda      | 89     |
| 2       | McLaren-TAG/Porsche | 63     |
| 3       | Lotus-Renault       | 42     |
| 4       | Ligier-Renault      | 28     |
| 5       | Ferrari             | 13     |
| Fontes: |                     |        |

- Nota: Somente as primeiras cinco posições estão listadas. Entre 1981 e 1990 cada piloto podia computar onze resultados válidos por temporada não havendo descartes no mundial de construtores.